# Francesco Martinelli
Francesco (Franz) Martinelli (Tremezzo, 1651 – Bécs, 1708. október 28.) olasz származású osztrák építész, Anton Erhard Martinelli és Johann Baptist Martinelli építészek édesapja.

## Munkái
A Comói-tó mellett, egy lombardiai településen született. 1684-ben részt vett a bécsi Szervita templom felújításában és a heiligenkreuzi apátság építésében. 1693 után Donat Johann Heißler von Heitersheim gróf tábornagy morvaországi, ungarschitzi (ma: Uherčice, Znojmói járás, Csehország) kastélya felújításával és átépítésével bízta meg. Főműve az Esterházy-palota (Wallnerstrasse) épületkomplexumának kialakítása (1685–1695). Magyarországon 1698–1702 között Boldogasszony (ma Burgenland) híres búcsújáróhely törökök által elpusztított ferences templomának építése fűződik a nevéhez. Az épület alaprajza és főhomlokzata egyaránt a tizenhetedik századi jezsuita templomok mintájára készült. Építőmesterként 1703-tól haláláig részt vett a bécsi Peterskirche építésében,
1708. október 28-án, Bécsben hunyt el.

## Fordítás
- Ez a szócikk részben vagy egészben  a   Franz Martinelli című angol Wikipédia-szócikk ezen változatának fordításán alapul.  Az eredeti cikk szerkesztőit annak laptörténete sorolja fel. Ez a jelzés csupán a megfogalmazás eredetét és a szerzői jogokat jelzi, nem szolgál a cikkben szereplő információk forrásmegjelöléseként.